# Kościół Miłosierdzia Bożego w Dzierżawach
Kościół Miłosierdzia Bożego w Dzierżawach – katolicki kościół parafialny zlokalizowany w Dzierżawach w województwie łódzkim, w powiecie poddębickim, w gminie Wartkowice. Jest siedzibą parafii Miłosierdzia Bożego.

## Historia
W 1937 ksiądz kanonik Franciszek Jabłoński (proboszcz w Świnicach Warckich) dostrzegł potrzebę wzniesienia kaplicy filialnej na terenie parafii, przy czym jako miejsce jej zbudowania widział wieś Rogów. Zgromadzono już część materiałów budowlanych, jednak prace przerwała napaść Niemiec na Polskę w 1939. W 1941 ksiądz Jabłoński został aresztowany przez Niemców i wywieziony do ich obozu koncentracyjnego w Dachau. Przyrzekł tam, że jeśli przeżyje, to wybuduje kaplicę w Dzierżawach. Po przeżyciu obozu powrócił do swojej parafii i mimo trudności okresu stalinowskiego przystąpił do działań budowlanych, w dużym stopniu w oparciu o pracę społeczną parafian. 17 maja 1950 wmurowano kamień węgielny pod kościół o długości 27 metrów, szerokości 14 metrów i wysokości 18 metrów. Budulec stanowił lokalny margiel kredowy, który pozyskiwano w nieodległym kamieniołomie w Rożniatowicach. Dało to asumpt potocznej nazwie - Biały Kościół. W 1958 kościół został poświęcony przez biskupa Antoniego Pawłowskiego, który ustanowił tu parafię Miłosierdzia Bożego (pierwszą na świecie). Po wprowadzeniu przez Stolicę Apostolską zakazu kultu Bożego Miłosierdzia (1961), świątyni i parafii nadano przejściowo wezwanie Najświętszego Serca Pana Jezusa. 18 czerwca 2012 biskup Wiesław Mering przywrócił pierwotne wezwanie dzierżawskiej świątyni.

## Otoczenie i tablice pamiątkowe
Przy kościele stoi stalowa dzwonnica, stalowa rzeźba ryby postawiona z okazji trzeciego tysiąclecia, Krzyż III Tysiąclecia, wysoka statua z figurą Chrystusa Króla, kapliczka maryjna i pomnik katyński z tablicą z 2011 ku czci generała Andrzeja Błasika. Główne wejście do świątyni flankują pomniki św. Jana Pawła II i kardynała Stefana Wyszyńskiego. 
W kościele wiszą tablice pamiątkowe ku czci:
- księdza kanonika Franciszka Jabłońskiego, budowniczego kościoła (z 1964),
- księdza Bronisława Karwowskiego (1921-1964), pierwszego proboszcza dzierżawskiego (1957-1960), misjonarza w Kazachstanie (1988-1994),
- księdza kanonika Władysława Łabiaka (1922-2016), proboszcza dzierżawskiego w latach 1960-1967,
- księdza Tadeusza Woźniaka (1934-1997), proboszcza dzierżawskiego w latach 1967-1973,
- księdza Edmunda Puterczaka (1933-2002), proboszcza dzierżawskiego w latach 1973-1978,
- księdza Jana Ordana (1933-1999), proboszcza dzierżawskiego w latach 1978-1989[3],
- księdza Mariana Kilichowskiego (1952-2018), proboszcza dzierżawskiego w latach 1989-2018, moderatora Ruchu Światło-Życie, pielgrzyma.

## Galeria

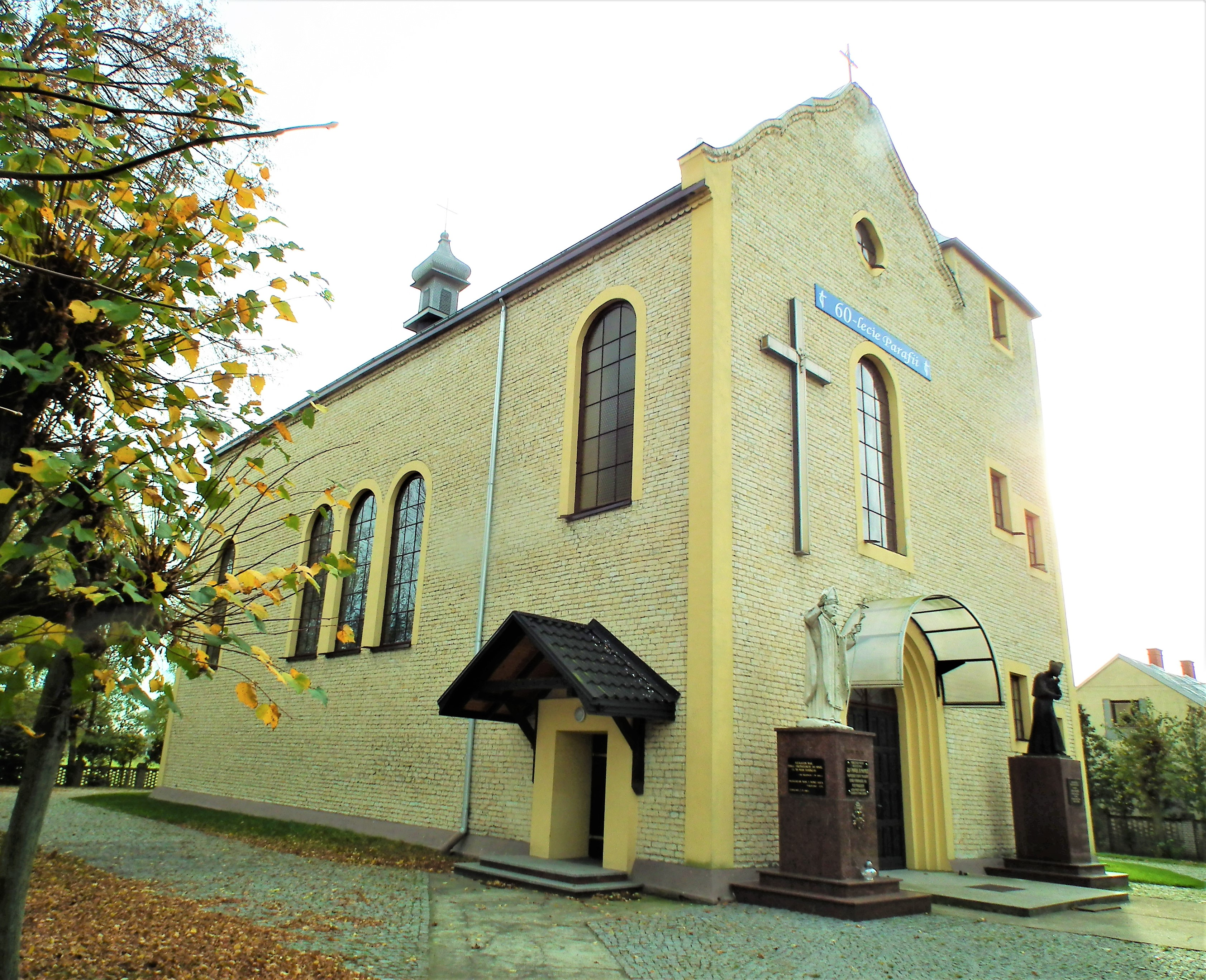
Widok ogólny
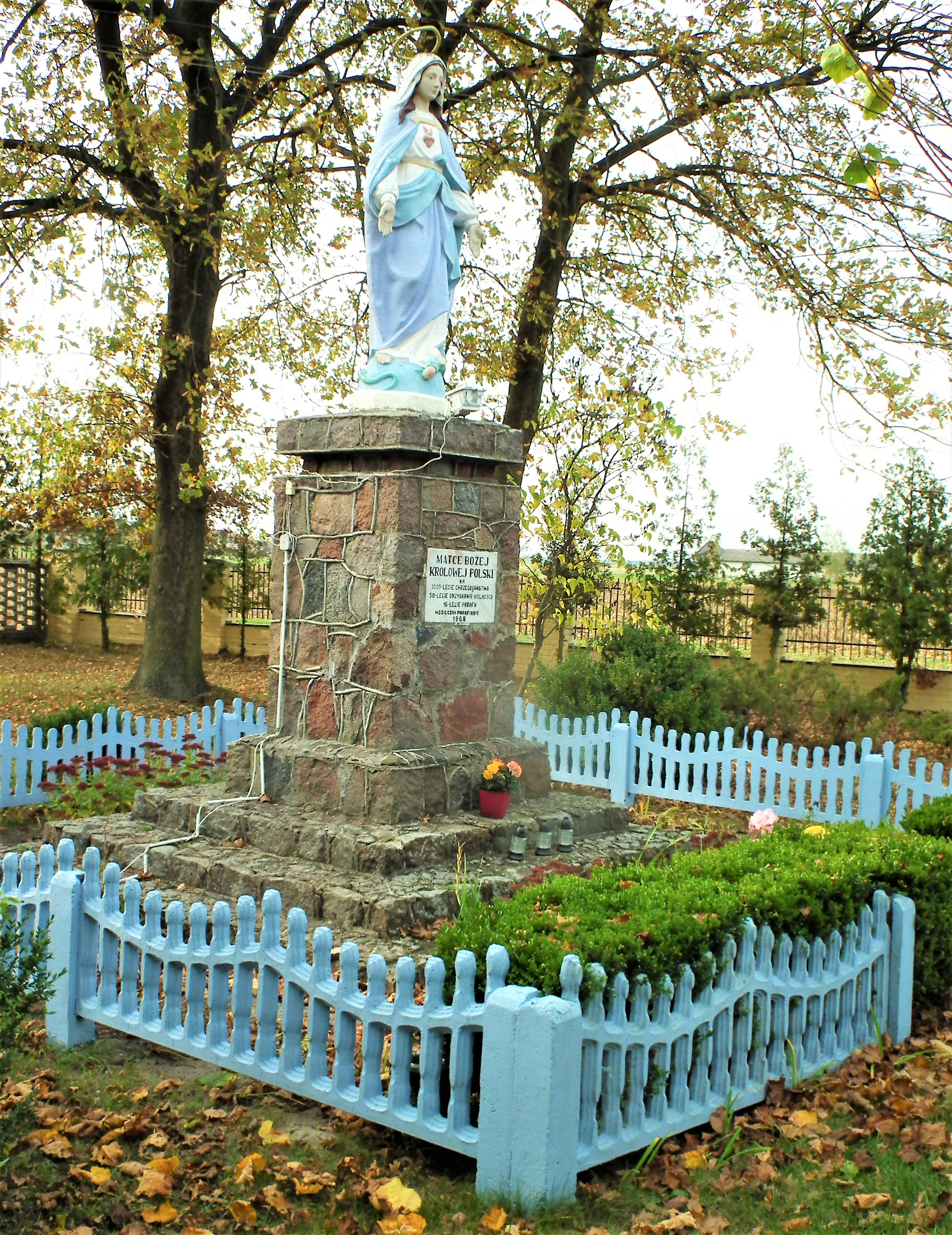
Kapliczka Matki Bożej
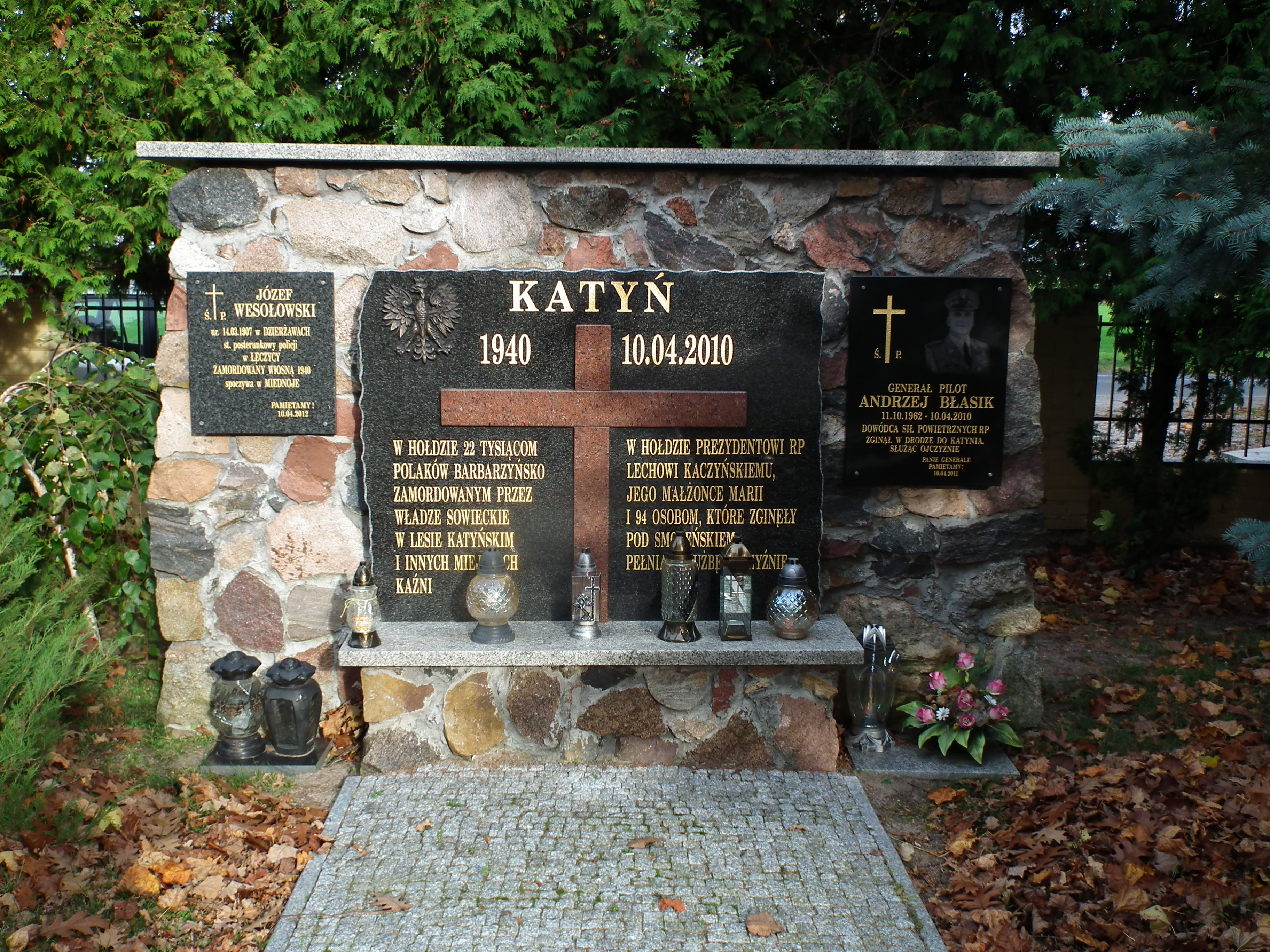
Pomnik katyński